# Île Carlos
Ne doit pas être confondu avec Île Carlos III.
L'île Carlos (en espagnol : Isla Carlos) est une île située au sud du Chili, en Patagonie chilienne. 

## Géographie
Son altitude ne dépasse pas 1 m.